# U-398
U-398 — средняя немецкая подводная лодка типа VIIC времён Второй мировой войны.

## История
Заказ на постройку субмарины был отдан 20 января 1941 года. Лодка была заложена 26 августа 1942 года на верфи Ховальдсверке, Киль, под строительным номером 30, спущена на воду 6 ноября 1943 года, вошла в строй 18 декабря 1943 года под командованием корветтен-капитан Иоганна Рекхоффа.

### Командиры
- 18 декабря 1943 года — 8 ноября 1944 года корветтен-капитан Иоганн Рекхофф
- 9 ноября 1944 года — 17 апреля 1945 года оберлейтенант цур зее Вильгельм Кранц

### Флотилии
- 18 декабря 1943 года — 31 июля 1944 года — 5-я флотилия (учебная)
- 1 августа 1944 года — 31 октября 1944 года — 3-я флотилия
- 1 ноября 1944 года — 17 апреля 1945 года — 33-я флотилия

### История службы
Лодка совершила 2 боевых похода, успехов не достигла. Пропала без вести после 17 апреля 1945 года в Северном море или в Арктике, место и причина гибели неизвестны. 43 погибших (весь экипаж).
29 апреля 1945 года британский «Либерейтор» потопил неопознанную подводную лодку. Это могла быть как U-398, так и U-1017. Обе лодки пропали без вести в одном районе.
Эта лодка была оснащена шноркелем не позднее июня 1944 года.